# NGC 2593
NGC 2593 est une galaxie lenticulaire située dans la constellation du Cancer. NGC 2593 a été découverte par l'astronome allemand Albert Marth en 1865.

## Caractéristiques
Sa vitesse par rapport au fond diffus cosmologique est de 6 606 ± 18 km/s, ce qui correspond à une distance de Hubble de 97,4 ± 6,8 Mpc (∼318 millions d'al).
Selon la base de données Simbad, NGC 2593 est une galaxie LINER, c'est-à-dire une galaxie dont le noyau présente un spectre d'émission caractérisé par de larges raies d'atomes faiblement ionisés.